# Leisnig
Leisnig is een gemeente in de Duitse deelstaat Saksen (deelstaat), gelegen in de Landkreis Mittelsachsen, gelegen in en rond een diep dal waar de Mulde of Freiberger Mulde doorheen stroomt.
De stad telt 8.156 inwoners. Het ligt tussen de steden Grimma, 15 km ten noordwesten en Dōbeln ongeveer 14 km oostwaarts. Tot de gemeente Leisnig behoren de dorpen: Brōsen, Fischendorf, Gorschmitz, Klosterbuch, Meinitz, Minkwitz, Queckhain, Paudritzsch, Rōda, Scheergrund, Tautendorf en Tragnitz.
Leisnig wordt voor het eerst genoemd in een oorkonde uit 1286 als Liznich. In Leisnig is de oude burcht "Burg Mildenstein" gelegen, die al rond het jaar 1000 is gebouwd. Leisnig ligt aan de zogenaamde Muldentalradwanderweg. Deze weg gaat van Nossen met de rivier mee richting Bitterfeld. Over de A14, en de wegen B107, B169 en B175 is Leisnig goed te bereiken.

## Geboren in Leisnig
- Friedrich Olbricht (Leisnig, 4 oktober 1888 - Berlijn, 21 juli 1944), was een Duits generaal. Hij was nauw betrokken bij de aanslag op Hitler van 20 juli 1944.
- Beate Schramm, (Leisnig, 1966) kampioene Wereldkampioenschappen roeien in 1989, 1990 en 1991.
- Kerstin Behrendt, (Leisnig, 1967) atlete gespecialiseerd in hordelopen. Op het WK 1987 in Rome won ze op de 100 m horden een bronzen medaille in een tijd van 12,46. Op de 4 x 100 m estafette veroverde ze met haar teamgenoten Cornelia Oschkenat Silke Gladisch-Möller en Marlies Göhr een zilveren medaille.

Altmittweida ·
Augustusburg ·
Bobritzsch-Hilbersdorf ·
Brand-Erbisdorf ·
Burgstädt ·
Claußnitz ·
Döbeln ·
Dorfchemnitz ·
Eppendorf ·
Erlau ·
Flöha ·
Frankenberg/Sa. ·
Frauenstein ·
Freiberg ·
Geringswalde ·
Großhartmannsdorf ·
Großschirma ·
Großweitzschen ·
Hainichen ·
Halsbrücke ·
Hartha ·
Hartmannsdorf ·
Jahnatal ·
Königsfeld ·
Königshain-Wiederau ·
Kriebstein ·
Leisnig ·
Leubsdorf ·
Lichtenau ·
Lichtenberg ·
Lunzenau ·
Mittweida ·
Mochau ·
Mühlau ·
Mulda/Sa. ·
Neuhausen/Erzgeb. ·
Niederstriegis ·
Niederwiesa ·
Oberschöna ·
Oederan ·
Penig ·
Rechenberg-Bienenmühle ·
Reinsberg ·
Rochlitz ·
Rossau ·
Roßwein ·
Sayda ·
Seelitz ·
Striegistal ·
Taura ·
Waldheim ·
Wechselburg ·
Weißenborn/Erzgeb. ·
Zettlitz ·
Ziegra-Knobelsdorf